# Svenska mästerskapen i fälttävlan
Svenska mästerskapen i fälttävlan avgörs årligen sedan premiäråret 1951. Tävlingen är öppen för ryttare som har gällande svensk tävlingslicens och som är svensk medborgare eller sedan minst ett år stadigvarande bosatt i Sverige. SM avgörs på nivån CNC*** för seniorer.

## Mesta guldmedaljörerna
Ett antal ryttare har lyckats erövra flera SM-guld genom åren:
5 guld
- Jan Jönsson -68, -69, -70, -77, -91

4 guld
- Ewert Olausson -57, -58, -59, -60
- Linda Algotsson -99, -01, 03, 05
- Sara Algotsson Ostholt -96, -98, -07, -13

3 guld
- Niklas Lindbäck -09, -10, -11
- Michael Petersson -86, -87,-93